# Морленд, Сэмюэль
Сэр Сэмюэль Морленд, баронет (англ. Samuel Morland или Moreland; род. в Салхэмстеде, (Беркшир) в 1625 году, умер 30 декабря 1695 года в Хаммерсмите) — английский публицист, дипломат, шпион и учёный-изобретатель XVII века.

## Биография
Будучи на дипломатической службе, в 1653 году посетил Швецию. В 1655 году был направлен Кромвелем в Италию. Несколько последующих лет провёл в Женеве послом. Однако вскоре разочаровался в республиканском правительстве — вероятно, узнав о заговоре Ричарда Уиллиса, своего начальника Джона Турлоу и Оливера Кромвеля с целью убийства будущего короля Карла II. В качестве двойного агента Морленд стал работать на скорую реставрацию монархии, занимаясь шпионажем и криптографией.
В 1658 году опубликовал в Лондоне «Историю евангелической церкви Пьемонта» (The History of the Evangelical Churches of the Valleys of Piemont), в которой обнародовал факты зверских расправ ирландских наёмников и инквизиции над пьемонтскими вальденсами в 1655 году.
После коронования Карла II Морленд был удостоен титула баронета (1660) и получил небольшую должность при дворе. Однако основным источником дохода для него стало применение своих математических и инженерных способностей на практике. В частности, он создал множество моделей насосов, в том числе для улучшения водоснабжения Виндзорского замка, изобрёл несколько видов счётных машин, рупор.